# Larry Fessenden
Laurence T. Fessenden (nascut el 23 de març de 1963) és un actor, productor, escriptor, director, editor de cinema i director de fotografia estatunidenc. És el fundador del grup de producció independent de Nova York Glass Eye Pix. Els seus crèdits d'escriptor/director hi ha No Telling (escrita amb Beck Underwood, 1991), Habit (1997), Wendigo (2001), i The Last Winter (escrit amb Robert Leaver, 2006), que es troba a la col·lecció permanent del Museum of Modern Art. També va dirigir el telefilm Beneath (2013), un episodi de la sèrie de NBC TV Fear Itself (2008) titulat "Skin and Bones", i un segment de l'antologia de la pel·lícula de comèdia de terror The ABCs of Death 2 (2014). És l'escriptor, amb Graham Reznick, del videojoc de Sony PlayStation guanyador del premi BAFTA Until Dawn. Ha actuat en nombroses pel·lícules com Bringing Out the Dead (1999), Broken Flowers (2005), I Sell the Dead ( 2009), Jug Face (2012),, We Are Still Here (2015), In a Valley of Violence (2016), Like Me (2017), The Dead Don't Die (2019), Brooklyn 45 (2023), i Killers of the Flower Moon (2023)

## Primers anys
Fessenden va néixer a Nova York, Nova York. Va assistir a St. Bernard's School, després Phillips Academy, de la qual va ser expulsat. Està casat amb Beck Underwood i la parella té un fill.

## Carrera professional
Fessenden gestiona la productora Glass Eye Pix des de 1985. Fessenden considera els antics Monstres Universal com una influència substancial per a ell. En una ressenya de la pel·lícula de Fessenden Wendigo (2001), Dave Kehr del New York Times va declarar: "El cineasta independent Larry Fessenden s'ha proposat un projecte desafiant: abordar els temes i les emocions de les pel·lícules de terror americanes clàssiques mitjançant un enfocament decididament modern, com si John Cassavetes hagués estat treballant per a Universal a principis dels anys 30."
Com a actor, guionista, director i editor de cinema, a més de llargmetratges, ha treballat en projectes de televisió com l'antologia de terror de la NBC Fear Itself' ' (2008), dirigint l'episodi "Skin and Bones". Va escriure el guió de Orphanage (2007) amb Guillermo del Toro, un remake en anglès de L'orfenat.
Fessenden ha treballat com a mentor de joves directors, com ara Jim Mickle i Ti West. Ha estat productor de projectes com ara Liberty Kid d’ Ilya Chaiken (2007), Wendy and Lucy de Kelly Reichardt (2008), Satan Hates You (2010) de James McKenney, The House of the Devil de West (2009) i The Innkeepers (2011), The Last Rites of Joe May (2011) de Joe Maggio i The Comedy (2012) de Rick Alverson. Sota la seva bandera de terror de baix pressupost ScareFlix, Fessenden ha produït pel·lícules com The Roost (2005) i Trigger Man (2007), de West, I Sell the Dead de Glenn McQuaid (2008), Bitter Feast de Maggio (2010) i Stake Land (2010) de Mickle. Més recentment, ha produït per al prolífic autor de terror Mickey Keating amb Darling (2015) i Psychopaths (2017).
Com a actor de personatges, Fessenden ha aparegut en nombroses pel·lícules, com ara Bringing Out the Dead (1999) de Martin Scorsese, Animal Factory (2000) de Steve Buscemi, Session 9 (2001) de Brad Anderson i Vanishing on 7th Street (2010), Broken Flowers (2005) de Jim Jarmusch, L'estranya que hi ha en tu (2007) de Neil Jordan, I Sell the Dead de McQuaid (2008) per la qual va guanyar el premi al millor actor al Slamdance Film Festival; Wendy and Lucy de Reichardt (2008), Mulberry Street (2006) i Stake Land (2010) de Mickle, All the Light in the Sky (2011) Joe Swanberg i We Are Still Here Ted Geoghegan. Fessenden també va protagonitzar la pel·lícula del Festival de Cinema de Sundance River of Grass (1994), que va ser el primer llargmetratge de Reichardt, i Margarita Happy Hour (2001) dirigida per Chaiken. Ha aparegut a la televisió a Louie, The Strain, i com ell mateix a Brain Games de National Geographic.
El 2010, Fessenden es va associar amb Glenn McQuaid per llançar Tales from Beyond the Pale, una sèrie de drames d'àudio macabres ara disponible com a podcast de 47 episodis. El 2011, va llançar el seu tercer àlbum de rock amb la banda Just Desserts, una associació contínua amb el compositor Tom Laverack. El 2012, va ser productor executiu i va ser entrevistat al documental Birth of the Living Dead, que examina el llegat de La nit dels morts vivents. El 2016, va produir, actuar i ser director de fotografia en el primer llargmetratge del seu fill Jack, Stray Bullets. El mateix any, Fessenden també va publicar un llibre titulat Sudden Storm, A Wendigo Reader.
Fessenden també ha establert una forta presència al món dels videojocs. El 2015, ell i Graham Reznick van col·laborar en l'escriptura del videojoc Until Dawn. Fessenden també va interpretar el paper d'un misteriós desconegut armat amb un llançaflames en el mateix joc. El joc va obtenir crítiques positives i rebria el premi "Propietat original" als Premis BAFTA Games 2016. Fessenden i Reznick també van establir un rècord mundial Guinness pel "guió més llarg per a un videojoc d'aventura gràfica", amb el seu guió arribant a les 1.000 pàgines. Els dos guionistes tornarien a unir-se el 2016 per desenvolupar un joc derivat conegut com Until Dawn: Rush of Blood, i més tard el 2018 per a la preqüela d’Until Dawn, The Inpatient.
Fessenden dirigeix l'empresa Glass Eye Pix des de 1985 amb la missió de "donar suport a les veus individuals en les arts". Glass Eye Pix continua alimentant el talent jove, produint recentment els primers llargmetratges de Robert Mocker (Like Me, protagonitzat per Addison Timlin i Fessenden), Ana Asensio ( Most Beautiful Island), i Jenn Wexler (The Ranger).
La pel·lícula de Fessenden sobre Frankenstein, Depraved, que va escriure, dirigir, editar i produir, es va estrenar el divendres 13 de setembre de 2019 a través de l'IFC Midnight.
La seva pel·lícula d'home llop Blackout es va estrenar al 27è Festival Internacional de Cinema Fantasia el juliol de 2023.

## Filmografia

### Com a actor
| Any  | Títol                        | Crèdit                                     | Notes                       |
| ---- | ---------------------------- | ------------------------------------------ | --------------------------- |
| 1980 | White Trash                  | Home que mira a través de les escombraries | Curtmetratge                |
| 1981 | Lifeline                     | Home                                       | Curtmetratge                |
| 1981 | A Face in the Crowd          | Narrador                                   | Només veu                   |
| 1982 | Habit                        | Sam                                        | Video                       |
| 1991 | No Telling                   | Eden Ridge Employee                        |                             |
| 1994 | River of Grass               | Lee Ray Harold                             |                             |
| 1997 | Habit                        | Sam                                        |                             |
| 1999 | Bringing Out the Dead        | Cokehead                                   |                             |
| 2000 | Hamlet                       | Kissing Man                                |                             |
| 2000 | Animal Factory               | Benny                                      |                             |
| 2001 | Third Watch                  | Ruby Granger                               | Episodi: "A Hero's Rest"    |
| 2001 | Session 9                    | Craig McManus                              |                             |
| 2002 | Bad Day for a Tow            | Tow Guy                                    | Curtmetratge                |
| 2002 | Happy Here and Now           | Clifton                                    |                             |
| 2004 | Imaginary Heroes             | Store Clerk                                |                             |
| 2004 | The Off Season               | Phil                                       |                             |
| 2005 | The Roost                    | Tow Truck Driver                           |                             |
| 2005 | Broken Flowers               | Will                                       |                             |
| 2005 | The Resurrection Apprentice  | Willy Grimes                               | Curtmetratge                |
| 2005 | Headspace                    | Father                                     |                             |
| 2006 | Law & Order: Criminal Intent | Boaz                                       | Episodi: "Diamond Dogs"     |
| 2006 | Automatons                   | Enemy Guard                                |                             |
| 2006 | The Last Winter              | Charles Foster                             |                             |
| 2006 | The Pod                      | Telly                                      | Curtmetratge                |
| 2006 | Mulberry St                  | Man Behind Gate                            |                             |
| 2007 | The Hunter                   | Kenny                                      | Curtmetratge                |
| 2007 | Trigger Man                  | Henchman                                   |                             |
| 2007 | L'estranya que hi ha en tu   | Sandy Combs                                |                             |
| 2008 | I Can See You                | Mickey Hauser                              |                             |
| 2008 | Wendy and Lucy               | Home al parc                               |                             |
| 2008 | I Sell The Dead              | Willy Grimes                               |                             |
| 2009 | Blood Red Earth              | Cowboy                                     | Curtmetratge                |
| 2009 | Cabin Fever 2: Spring Fever  | Bill                                       |                             |
| 2010 | Hypothermia                  | Fishing Host                               |                             |
| 2010 | Bitter Feast                 | William Coley                              |                             |
| 2010 | Satan Hates You              | Glumac                                     |                             |
| 2010 | Vanishing on 7th Street      | Bike Messenger                             |                             |
| 2010 | Stake Land                   | Roadhouse Bartender                        |                             |
| 2011 | You're Next                  | Erik Harson                                |                             |
| 2011 | Silver Bullets               | Sam                                        |                             |
| 2012 | Wolf Dog Tales               | Wolf Dog                                   | Víceo curt; Només veu       |
| 2012 | Hellbenders                  | Detective Elrod                            |                             |
| 2012 | Wolf Dog                     | Wolf Dog                                   |                             |
| 2012 | Jug Face                     | Sustin                                     |                             |
| 2013 | Ritual                       | Conserge de motel                          |                             |
| 2013 | We Are What We Are           | Llogater barbut                            |                             |
| 2014 | Late Phases                  | O'Brien                                    |                             |
| 2014 | Louie                        | Upset Man                                  | Episodi: "Elevator: Part 6" |
| 2014 | The Strain                   | Jack Noon                                  | Episodi: "Runaways"         |
| 2014 | Worst Friends                | Jerry                                      |                             |
| 2015 | Pod                          | Smith                                      |                             |
| 2015 | Body                         | Arthur                                     |                             |
| 2015 | We Are Still Here            | Jacob Lewis                                |                             |
| 2015 | Until Dawn                   | Stranger                                   | Videojoc; Voeu i semblança  |
| 2015 | The Mind's Eye               | Mike Connors                               |                             |
| 2015 | Southbound                   | The D.J.                                   | Només veu                   |
| 2015 | Darling                      | Officer Maneretti                          |                             |
| 2016 | Carnage Park                 | Travis                                     |                             |
| 2016 | In a Valley of Violence      | Roy                                        |                             |
| 2016 | Callback                     | Joe                                        |                             |
| 2016 | The Transfiguration          | Borratxo                                   |                             |
| 2016 | Good Funk                    | Kevin                                      |                             |
| 2016 | No Way to Live               | Jerry                                      |                             |
| 2016 | Stray Bullets                | Charlie                                    |                             |
| 2016 | Until Dawn: Rush of Blood    | Dan T                                      | Videojoc                    |
| 2016 | The Stakelander              | Biggs                                      |                             |
| 2017 | Girlfriend's Day             | Taft                                       |                             |
| 2017 | Like Me                      | Marshall                                   |                             |
| 2017 | Small Crimes                 | Earl                                       |                             |
| 2017 | Most Beautiful Island        | Rudy                                       |                             |
| 2017 | Psychopaths                  | Henry Earl Starkweather                    |                             |
| 2017 | Hidden Agenda                | Vernon LeMay                               | Videojoc                    |
| 2018 | Clara's Ghost                | Home gros al bar                           |                             |
| 2018 | The Ranger                   | Uncle Pete                                 |                             |
| 2018 | Sadistic Intentions          | Pare                                       |                             |
| 2019 | Depraved                     | Ratso                                      |                             |
| 2019 | The Dead Don't Die           | Danny Perkins                              |                             |
| 2019 | Dementer                     | Larry                                      |                             |
| 2020 | Cold Wind Blowing            | The Wolf                                   |                             |
| 2021 | Jakob's Wife                 | Pastor Jakob Fedder                        |                             |
| 2021 | Dashcam                      | Lieberman                                  |                             |
| 2021 | The Spine of Night           | Prophet of Doom                            |                             |
| 2022 | Offseason                    | H. Grierson                                |                             |
| 2023 | Brooklyn 45                  | Clive "Hock" Hockstatter                   |                             |
| 2023 | Killers of the Flower Moon   | Radio Actor (William Hale)                 |                             |

### Com a guionista
| Any  | Títol                                     | Notes        |
| ---- | ----------------------------------------- | ------------ |
| 1979 | The Eliminator                            | Curtmetratge |
| 1980 | White Trash                               | Curtmetratge |
| 1980 | The Field                                 | Curtmetratge |
| 1981 | Lifeline                                  | Curtmetratge |
| 1981 | A Face in the Crowd                       |              |
| 1982 | Habit                                     | Video        |
| 1989 | Hollow Venus: Diary of a Go-Go Dancer     |              |
| 1991 | No Telling                                |              |
| 1997 | Habit                                     |              |
| 2001 | Wendigo                                   |              |
| 2006 | The Last Winter                           |              |
| 2008 | Santa Claws                               | Curtmetratge |
| 2015 | Until Dawn                                | Videojoc     |
| 2016 | Until Dawn: Rush of Blood                 | Videojoc     |
| 2017 | Hidden Agenda                             | Videojoc     |
| 2018 | The Inpatient                             | Videojoc     |
| 2019 | The Dark Pictures Anthology: Man of Medan | Videojoc     |
| 2019 | Depraved                                  |              |
| 2023 | Blackout                                  |              |
| 2023 | Crumb Catcher                             | story        |

### Com a director
| Any  | Títol                                 | Notes                     |
| ---- | ------------------------------------- | ------------------------- |
| 1978 | Jaws                                  | Curtmetratge              |
| 1979 | The Eliminator                        | Curtmetratge              |
| 1980 | White Trash                           | Curtmetratge              |
| 1980 | The Field                             | Curtmetratge              |
| 1981 | Lifeline                              | Curtmetratge              |
| 1981 | A Face in the Crowd                   |                           |
| 1982 | Habit                                 | Video                     |
| 1985 | Experienced Movers                    |                           |
| 1986 | Chinatown                             | Curtmetratge documental   |
| 1987 | Mismatch                              | Curtmetratge documental   |
| 1989 | Stunt: A Musical Motion Picture       | Curtmetratge              |
| 1989 | Hollow Venus: Diary of a Go-Go Dancer |                           |
| 1991 | No Telling                            |                           |
| 1997 | Habit                                 |                           |
| 2001 | Wendigo                               |                           |
| 2002 | Searching for the Wendigo             | Curtmetratge documental   |
| 2006 | The Last Winter                       |                           |
| 2008 | Fear Itself                           | Episodi: "Skin and Bones" |
| 2013 | Beneath                               |                           |
| 2014 | Frankenstein Cannot Be Stopped        | Vídeo curt                |
| 2014 | The ABCs of Death 2                   | Segment: "N is for Nexus" |
| 2019 | Depraved                              |                           |
| 2023 | Blackout                              |                           |

### Com a productor
| Any  | Títol                  | Notes              |
| ---- | ---------------------- | ------------------ |
| 1994 | River of Grass         | Productor associat |
| 2004 | The Off Season         | Productor executiu |
| 2005 | The Roost              | Productor executiu |
| 2006 | Automatons             | Productor executiu |
| 2006 | The Last Winter        | Productor          |
| 2007 | Trigger Man            | Productor executiu |
| 2008 | I Can See You          | Productor executiu |
| 2008 | Wendy and Lucy         | Productor          |
| 2008 | I Sell the Dead        | Productor          |
| 2009 | The House of the Devil | Productor          |
| 2010 | Bitter Feast           | Productor          |
| 2010 | Satan Hates You        | Productor          |
| 2010 | Stake Land             | Productor          |
| 2010 | Hypothermia            | Productor          |
| 2011 | The Innkeepers         | Productor          |
| 2013 | Beneath                | Productor          |
| 2014 | Late Phases            | Productor          |
| 2015 | Darling                | Productor executiu |
| 2016 | Certain Women          | Productor executiu |
| 2016 | Callback               | Co-Productor       |
| 2016 | Stray Bullets          | Productor          |
| 2016 | The Stakelander        | Productor          |
| 2019 | Depraved               | Productor          |
| 2019 | Foxhole                | Productor          |
| 2023 | Blackout               | Productor          |
| 2023 | Crumb Catcher          | Productor          |

## Premis i honors

### Premis
- Guanyador – 1997 Premi Independent Spirit Premi Someone to Watch (Habit)
- Nominat – 1997 Premi Independent Spirit al millor director (Habit)
- Nominat – 1997 Festival de Cinema d'Austin Premi a la millor pel·lícula (Habit)
- Guanyador – Premi del públic del Festival de Cinema de Brooklyn de Williamsburg de 1999 al llargmetratge (Habit)
- Guanyador - Premi del Festival de Cinema de Brooklyn Williamsburg de 1999 a la millor edició ("Habit")
- Guanyador – Premi del Festival de Cinema de Brooklyn Williamsburg de 1999 al millor actor (Habit)
- Guanyador – Woodstock Film Festival 2001 Premi del jurat a la millor pel·lícula (“'Wendigo)
- Nominada – Fangoria Chainsaw Award 2003 al millor guió (Wendigo)
- Guanyador – 2007 XL Festival Internacional de Cinema Fantàstic de Catalunya Premi Maria Honorària (ell mateix)[19]
- Nominat – 2009 Premi Independent Spirit fa la millor pel·lícula (Wendy and Lucy)
- Guanyador – 2009 Premi AFI a la pel·lícula de l’any (Wendy and Lucy)
- Nominat – 2010 Premi Piaget Spirit a la producció (ell mateix)[20]
- Guanyador – 2010 Slamdance Menció Especial del Jurat a la millor actuació (I Sell the Dead)[21]
- Nominat – 2010 Premi Independent Spirit al productor (I Sell the Dead i The House of the Devil)[22]
- Guanyador – 2011 Premi Chlotrudis a la carrera (ell mateix)
- Nominat – 2014 Festival Internacional de Cinema de Chicago Premi de l’Audiència (The ABCs of Death 2)
- Nominat – 2015 Premi Fright Meter 2015 al millor actor secundari (We Are Still Here)[23]
- Nominat – 2016 Fangoria Chainsaw Award al millor actor secundari (We Are Still Here)[24]
- Guanyador – 2016 Premis BAFTA de videojocs per propietat original (Until Dawn)
- Guanyador – 2017 Premi Develop a la millora ctuació (Until Dawn: Rush of Blood)[25]

### Honors
- 2011 – Introduït al Fangoria Hall of Fame
- 2011 – Total Film Icon of Horror al London FrightFest Film Festival